# Hrabstwo Cooke

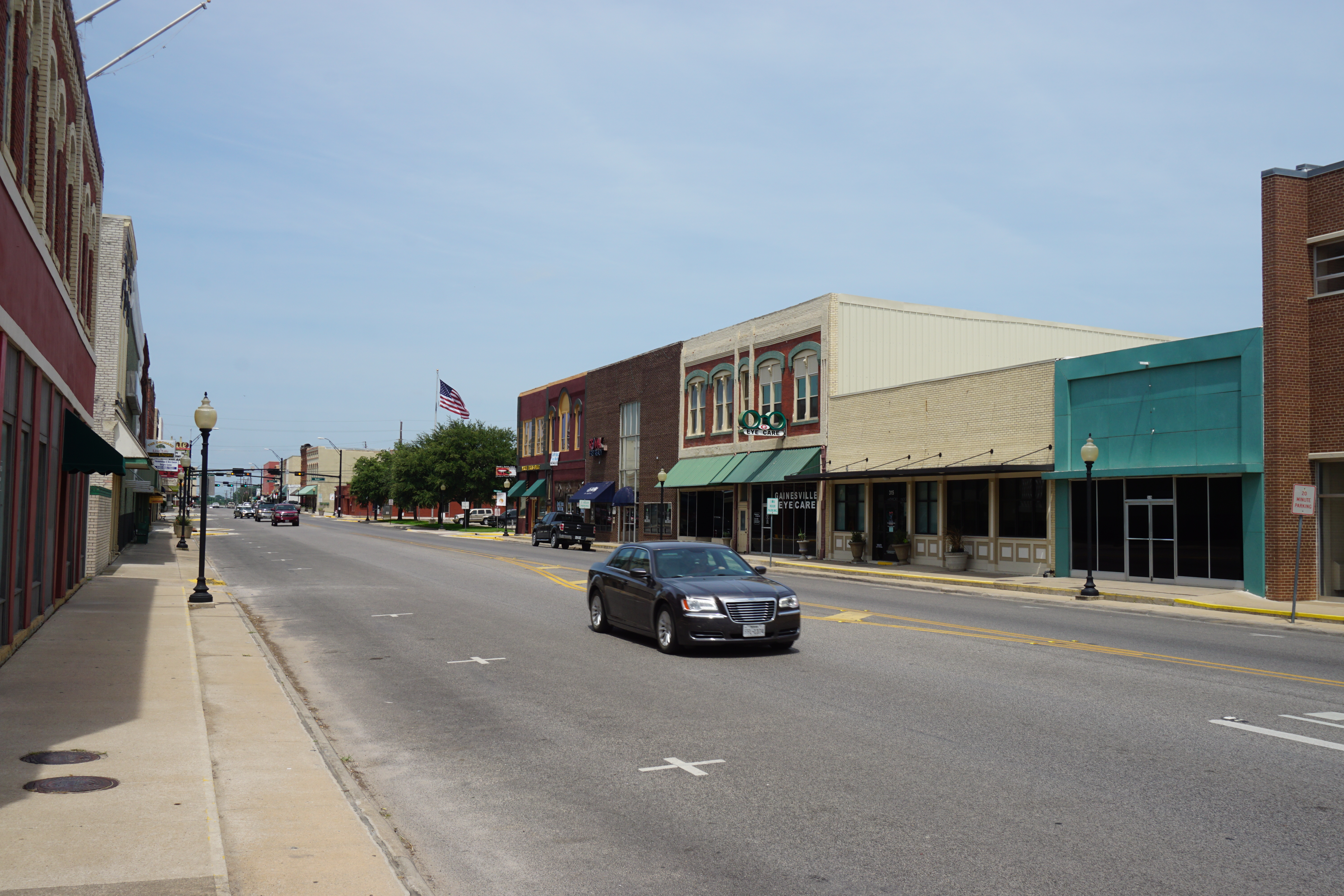
Ulica w Gainesville

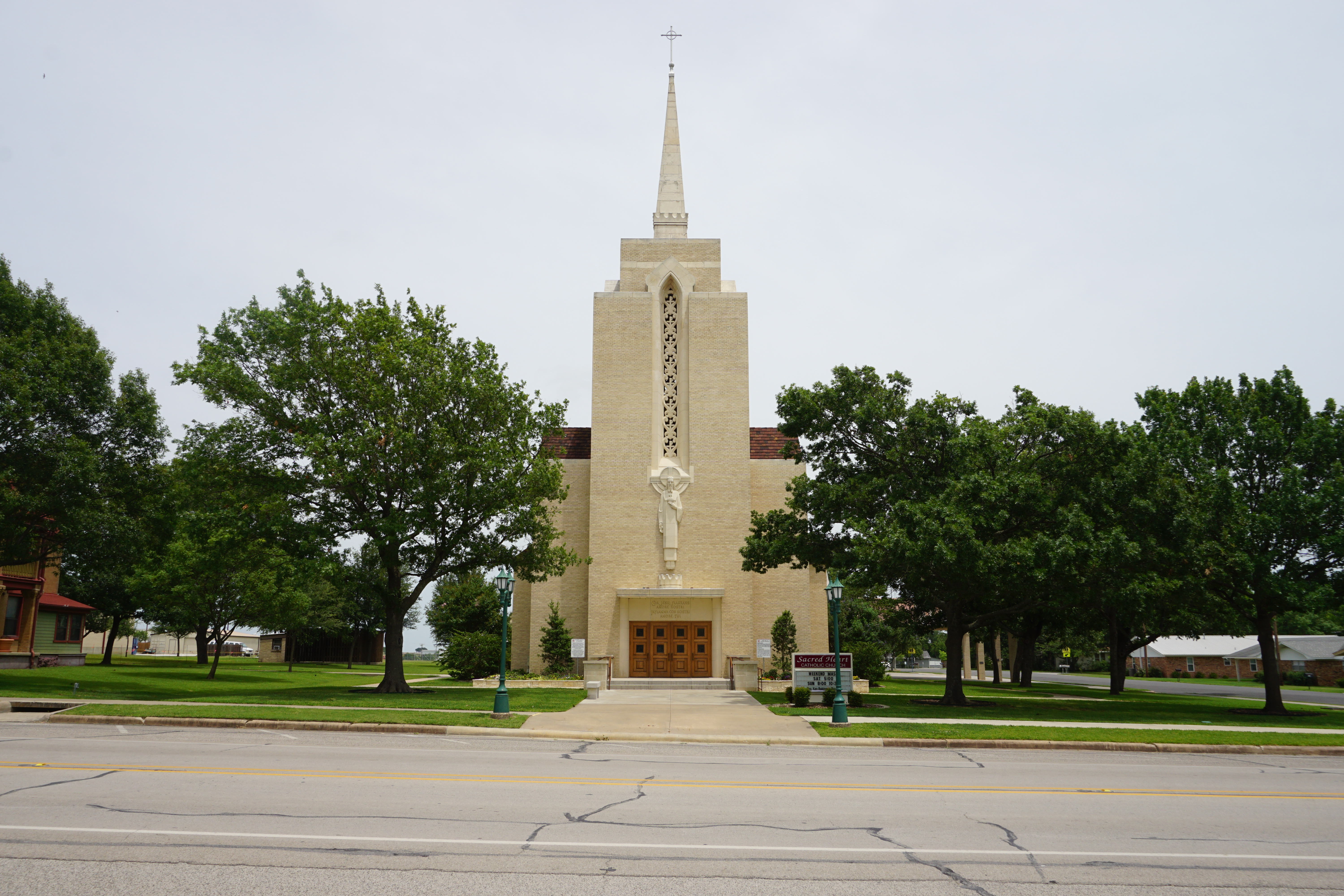
Kościół katolicki w Muenster

Hrabstwo Cooke – hrabstwo położone w Stanach Zjednoczonych, w północnej części stanu Teksas, w sąsiedztwie aglomeracji Dallas–Fort Worth, przy granicy z  Oklahomą, od której dzieli je rzeka Red River. Siedzibą władz hrabstwa jest jego największe miasto Gainesville, zamieszkałe przez ponad 40% mieszkańców hrabstwa.
Hrabstwo utworzono w 1848 roku poprzez wydzielenie terytorium z hrabstw Fannin Land Distric oraz terytorium niezorganizowanego, jednak ostateczny, obecny kształt uzyskało dopiero w 1857 roku. Nazwa pochodzi od nazwiska Williama G. Cooke, bohatera rewolucji teksańskiej.
Szczególnymi przypadkami są miasteczka Muenster i Lindsay, gdzie ponad 40% mieszkańców deklaruje niemieckie pochodzenie. Podtrzymuje się tutaj niektóre niemieckie tradycje, w tym język niemiecki i coroczny festiwal Oktoberfest.

## Gospodarka
Średni dochód gospodarstwa domowego (dane z 2022) w hrabstwie wynosi 66 374 dolarów, zaś dochód na mieszkańca 36 275 dolarów. 12,5% mieszkańców żyje poniżej relatywnej granicy ubóstwa.
- hodowla koni (3. miejsce w stanie), bydła (26. miejsce), zwierząt egzotycznych (Frank Buck Zoo), kóz i owiec, drobiu, oraz trzody chlewnej[5]
- uprawa drzewek świątecznych (28. miejsce)[5]
- akwakultura[6]
- sadownictwo (gł. orzechy pekan)[5]
- wydobycie ropy naftowej i gazu ziemnego[7]
- uprawa pszenicy, owsa, sorgo i kukurydzy[5][7]
- przemysł mleczny[5]
- produkcja siana[5].

## Sąsiednie hrabstwa
- Hrabstwo Love, Oklahoma (północ)
- Hrabstwo Grayson (wschód)
- Hrabstwo Denton (południe)
- Hrabstwo Wise (południowy zachód)
- Hrabstwo Montague (zachód)

## Miasta
- Callisburg
- Gainesville
- Lindsay
- Muenster
- Oak Ridge
- Valley View

## CDP
- Lake Kiowa

## Demografia
Według danych pięcioletnich z 2022 roku, 83,2% mieszkańców stanowili biali (73,2% nie licząc Latynosów), 19% to Latynosi, 9,9% było rasy mieszanej, 3,2% to czarni lub Afroamerykanie, 0,9% deklarowało pochodzenie azjatyckie i 0,6% stanowiła rdzenna ludność Ameryki.
Do największych grup należały osoby pochodzenia: meksykańskiego (16,7%), niemieckiego (15,1%), angielskiego (9,5%), irlandzkiego (7,3%), „amerykańskiego” (5,6%), oraz szkockiego lub szkocko–irlandzkiego (3,9%).

## Religia
Według danych spisowych z 2020 roku, w krajobrazie religijnym hrabstwa dominują ewangelikalni protestanci i katolicy. Dzięki dużej populacji niemieckich katolików, odsetek katolików (wynoszący 29,5%) pozostaje kilkakrotnie wyższy niż w sąsiednich hrabstwach. Do innych większych religii należeli: metodyści (3,6%), świadkowie Jehowy (0,94%) i mormoni (0,79%). 

## Główne drogi
Przez teren hrabstwa przebiega autostrada międzystanowa oraz droga krajowa i stanowa:
- Autostrada międzystanowa nr 35
- Droga krajowa 82
- Droga stanowa nr 51